# Miklós Gimes

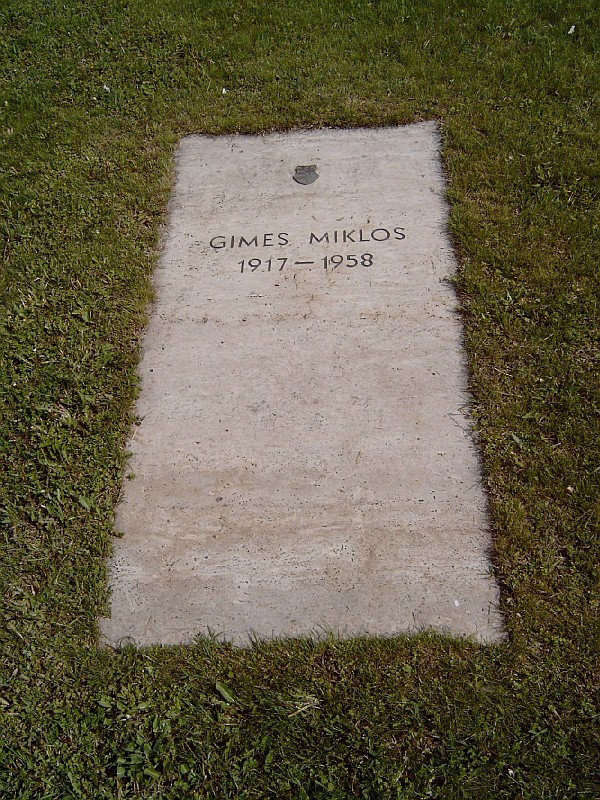
Sepultura de Gimes Miklós.

Miklós Gimes (23 de diciembre de 1917 en Budapest - 16 de junio de 1958) fue un periodista y político húngaro, destacado por su participación en la revolución húngara de 1956. Fue ejecutado en 1958 junto con Imre Nagy y Pál Maléter acusado de traición.
Sus padres eran judío húngaros, psiquiatras y conversos a la fe Unitaria, su madre, Lilly Hajdu era médica y presidenta de la Asociación Psicoanalítica húngara desde 1947 hasta su disolución forzada en 1949. Gimes se unió al movimiento comunista húngaro en 1942, y trabajó como periodista en varios diarios comunistas. En 1955 fue expulsado del Partido de los Trabajadores Húngaros por pedir la rehabilitación de László Rajk. Como amigo político de Imre Nagy, fue readmitido en 1956.
Durante la revolución húngara de 1956, Gimes participó activamente tanto en la política como en el periodismo revolucionario. Fundó y dirigió un periódico junto con otros revolucionarios, Magyar Szabadság. Apoyó la revolución incluso después de la invasión soviética, fundando el Movimiento de Independencia Democrática de Hungría . 
El 5 de diciembre, Gimes fue arrestado y llevado a juicio. Después de un año y medio, fue condenado a muerte por el Tribunal Supremo. La ejecución tuvo lugar el 16 de junio de 1958, cuando tenía cuarenta años.

## Otras lecturas
- Révész, S. Egyetlen élet .